# Tilly Soldan
Mathilda (Tilly) Soldan, född 16 februari 1873 i Helsingfors, död 1931 i Helsingfors, var en finländsk sjuksköterska.
Tilly Soldan var det yngsta av sex barn till ingenjören i Finlands myntverk August Fredrik Soldan och hans tyskfödda hustru Maria Müller (1837–1927). Hon var syster till bland andra August Leopold Soldan (1870–1942) och Venny Soldan-Brofeldt.
Tilly Soldan studerade i sin ungdom till att bli trädgårdsmästare. Hon var tio år yngre än sin syster Venny, som var gift med Juhani Aho. Tilly Soldan fick sonen Björn Soldan med Juhani Aho 1902. Hon födde honom i Köpenhamn, men levde en tid med sonen, som sedermera adopterades av Aho, tillsammans med Ahos familj i deras fastighet Ahola i Träskända. Hennes långvariga förhållande med Juhani Aho var ej känt för allmänheten förrän 1951, då Juhani Ahos och Venny Soldan-Brofeldts son Antti Aho beskrev situationen i sin biografi över fadern, Juhani Aho. Liv och verk I-II. Triangeldramat har också legat till grund för Tuula Levos debutroman Neiti Soldan (Fröken Soldan) från år 2000.
Hon studerade till sjuksköterska 1914 i Stockholm, och bodde senare i Borgnäs och arbetade med barnavård. 